# 亚利桑那大学
亞利桑那大學（英語：University of Arizona），建立于1885年，是位于亚利桑那州图森的一所公立研究型大学，与亚利桑那州立大学和北亚利桑那大学同属亚利桑那大学董事会管理。该校是美国大学协会成员，被譽为公立常春藤之一。

## 歷史
亞利桑那大學為亞利桑那州的第一所大學，建立於1885年，那時的亞利桑那州還沒有升格為州。圖桑市希望設立地方的精神醫院，因為可以被分配到十萬美元，而非二萬五千美元僅僅設立一所地區大學。亞利桑那州立大學同樣也在1885年特許設立，但原意是設為師範學校，並非大學。
圖桑市議會代表團由於鹽水河氾濫成災，延遲抵達普雷斯科特，當時卻被分配到一所研究中心，圖桑方面對於只能得到被視為次一等的獎項感到非常失望，沒有政黨願意促進設立，也不願意提供土地設址。圖桑市民準備把錢退回市議會，直到兩個賭徒跟一個酒館老闆捐錢購地設校才作罷。
大學的第一堂課1891年於主樓開課，只有32個學生。這是校園的第一棟建築物，一直使用到今日。因為亞利桑那地方當時沒有任何高中，校方在建校的初期23年還提供大學預備教育的服務，與大學本科教學分離開來。

## 学术
亞利桑那大學设有亚利桑那大学法学院、埃勒商学院、亚利桑那大学医学院。该校的附属医院为全州最大的医疗机构。该校每年的研究经费支出达到了6.22亿美元，根据卡梅隆研究型大学评分方法，该校科研支出达到了极高水平。据计算，该校对亚利桑那州的经济贡献高达每年83亿美元。

## 建築
主校區在圖桑市中心占地約1.5平方公里，大約在市中心東北方一英里處，有179棟建築物，裡頭不少早期的大樓，包括洛利裴利思所設計的亞利桑那州立圖書館的眾多建築群，以及中央大會堂。他是一位卓越的建築師，這些正是裴利思紅磚建築成果的一部分，幾乎是美國建築物裡頭最基本、隨處可見的樣式，甚至直到晚近幾十年仍有這類風格的新建築。其實，幾乎每一個美國建築物，紅磚樣式都是最主要的設計樣式，有種文謅謅的論調更認為，紅磚樣式跟校園內其他的建築物搭配得十分和諧。整個校園嚴格劃分成好幾個扇形，最古老的校園建物位於主樓西側，大部分建物在1940年代到1980年代落成於主樓東側，另有一些晚近落成的建物則是在1990年之後完工。
學生聯盟紀念中心位在主樓東側林蔭大道的北邊，占地25000平方公尺的原建築在1951年竣工（附加工程延伸到1960年代），在2000年到2003年拆掉重建，耗資六千萬美元的新紀念中心，占地37600平方公尺，共四層樓、14間餐廳（包括一個國家級連鎖的美食街，例如漢堡王、貓熊中國快餐、Papa John's披薩、Chick-fil-A美式速食）、一間兩層樓的書店（包括倩碧護膚的櫃臺，史泰博購物的辦公室）、23間會議室、8間會客室（包括一間被用於戰艦亞利桑那號紀念的會客室）、電腦資源教室、郵局、名稱為「快速影印」的影印中心，以及電玩中心。

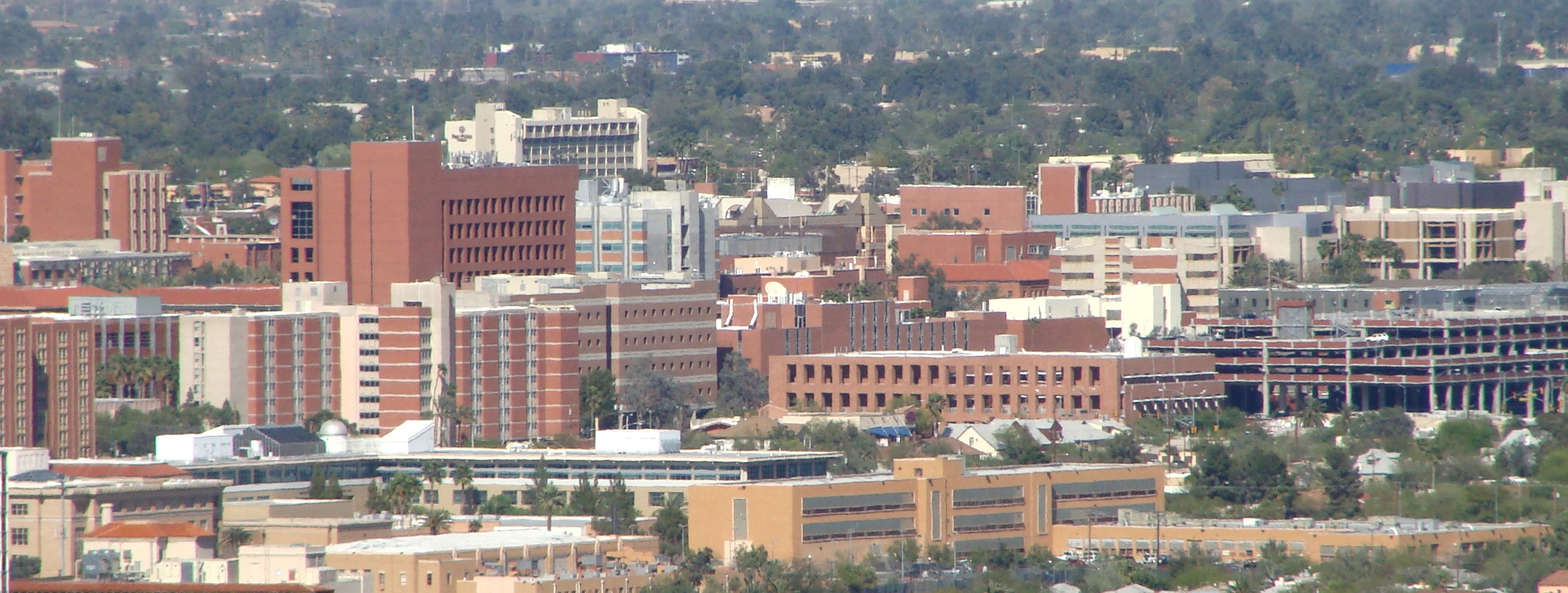
从市区看大学
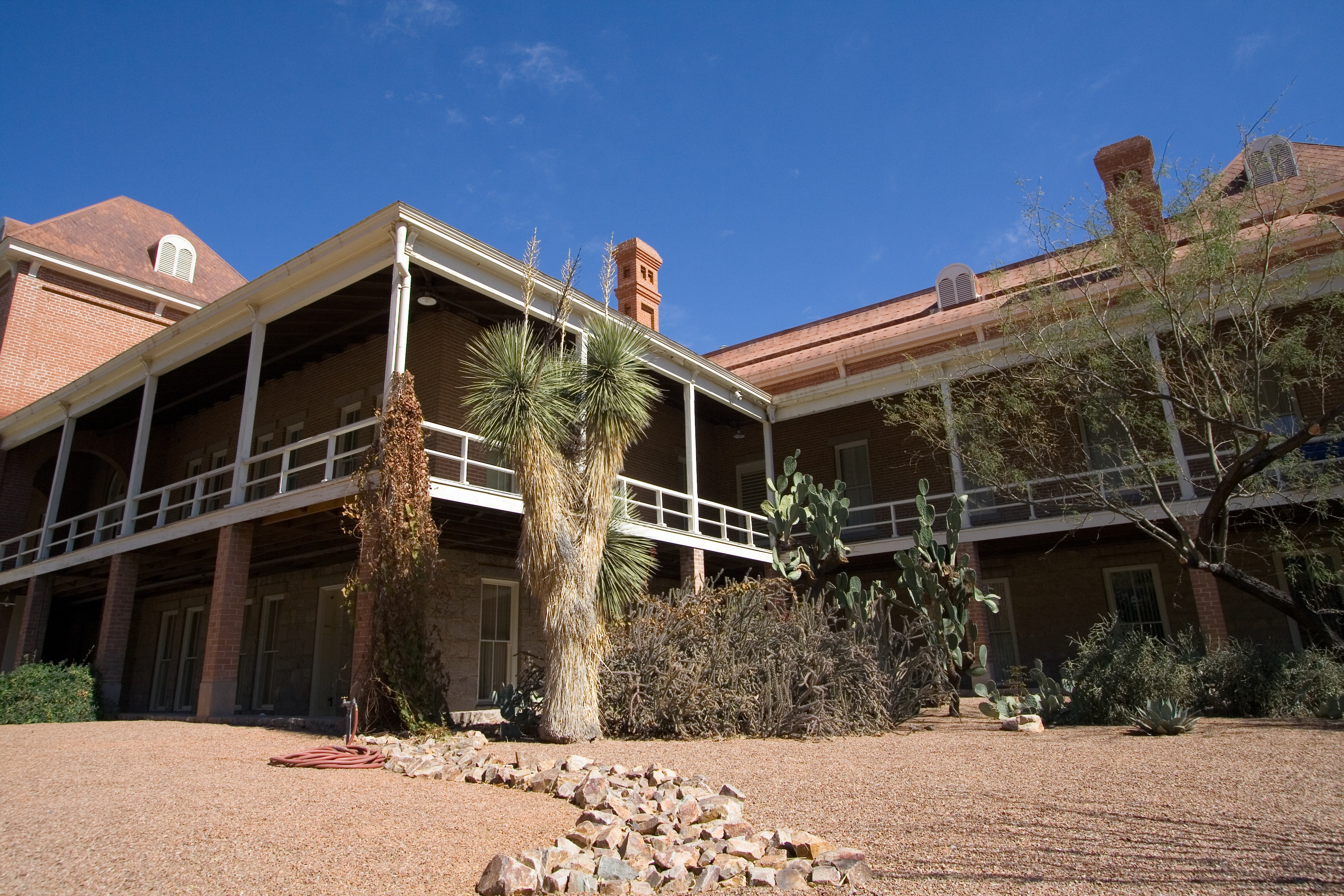
主樓, 亞利桑那大學校園內最古老的建築物
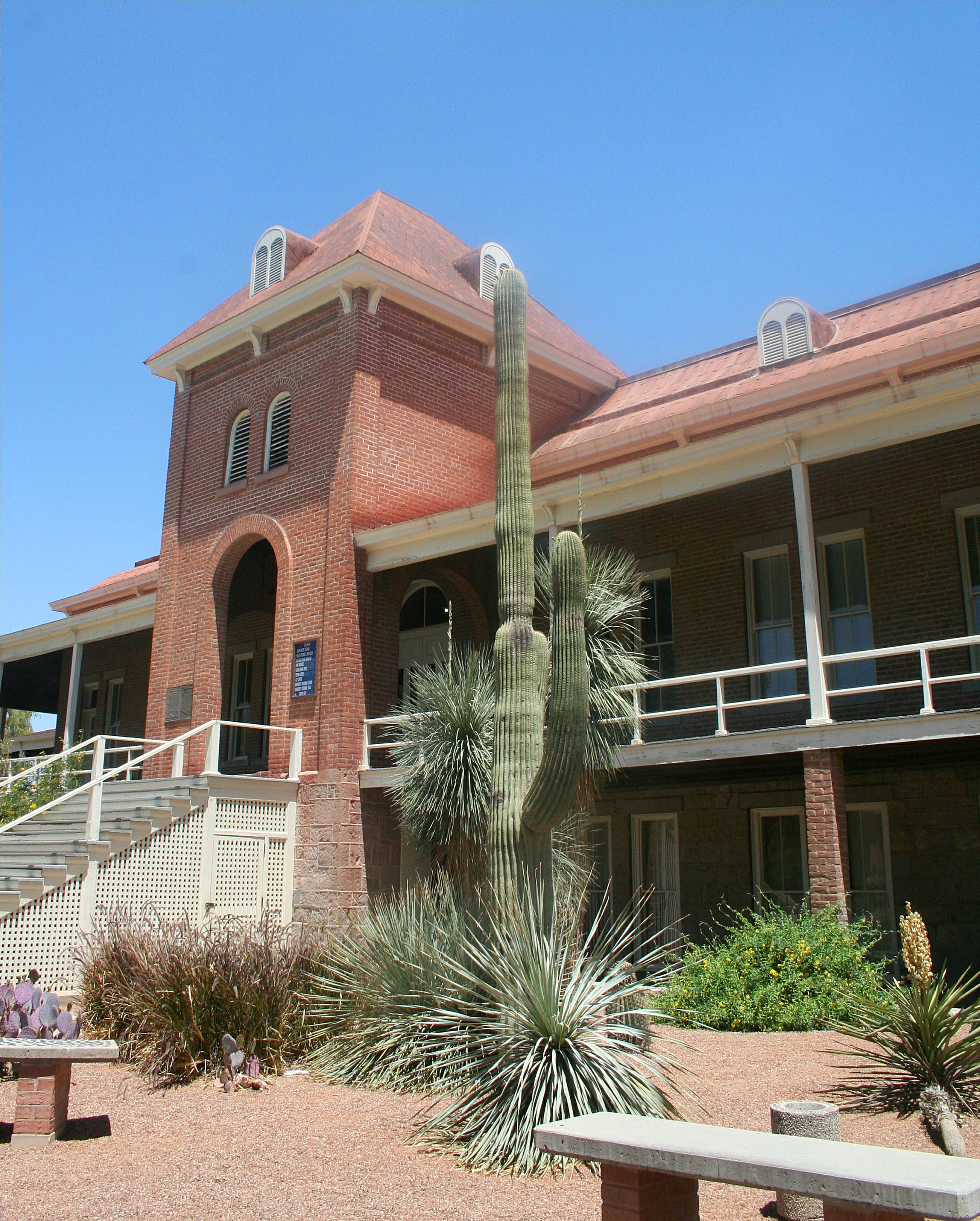
亞利桑那大學主樓一角
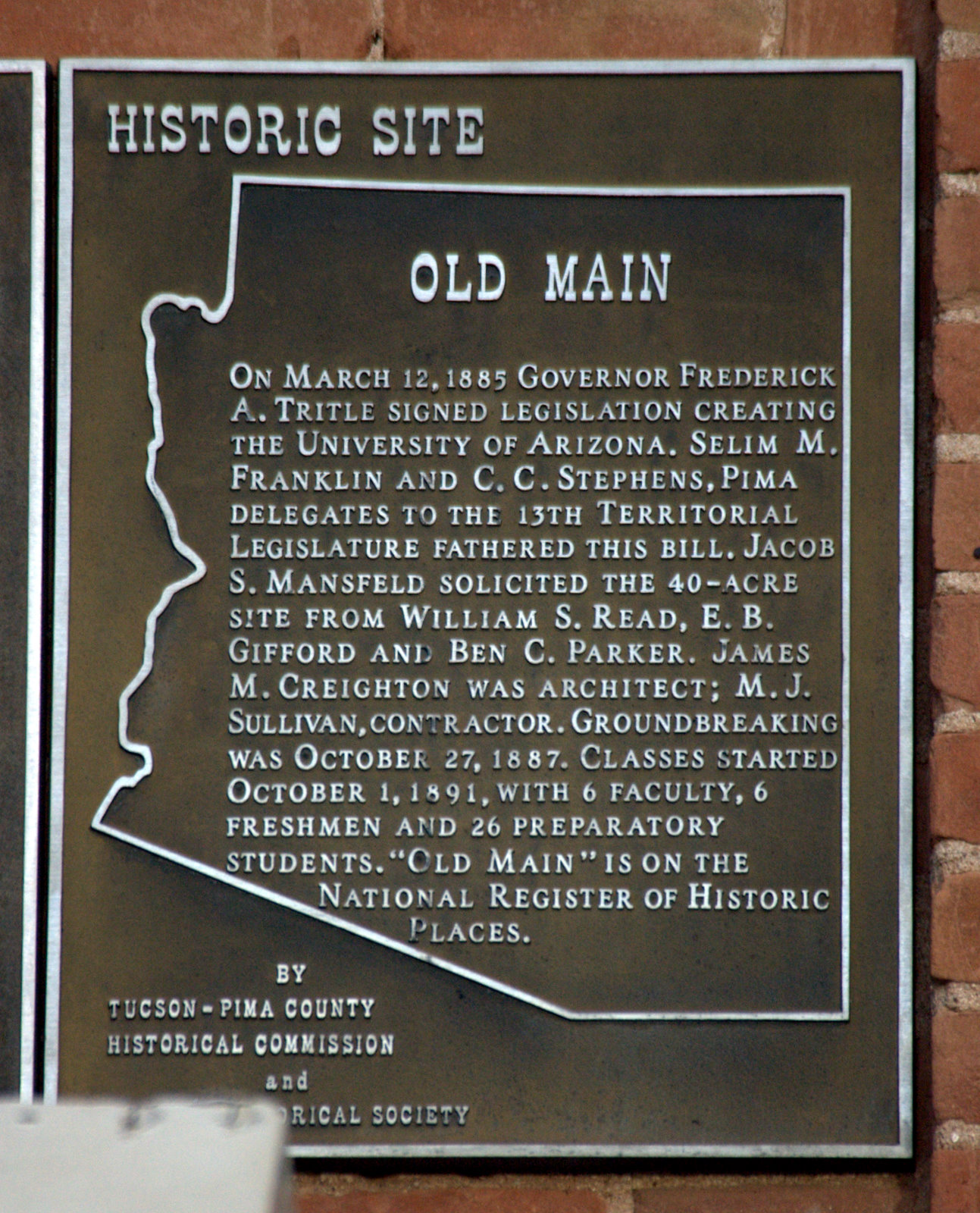
主樓具歷史意義的標語牌
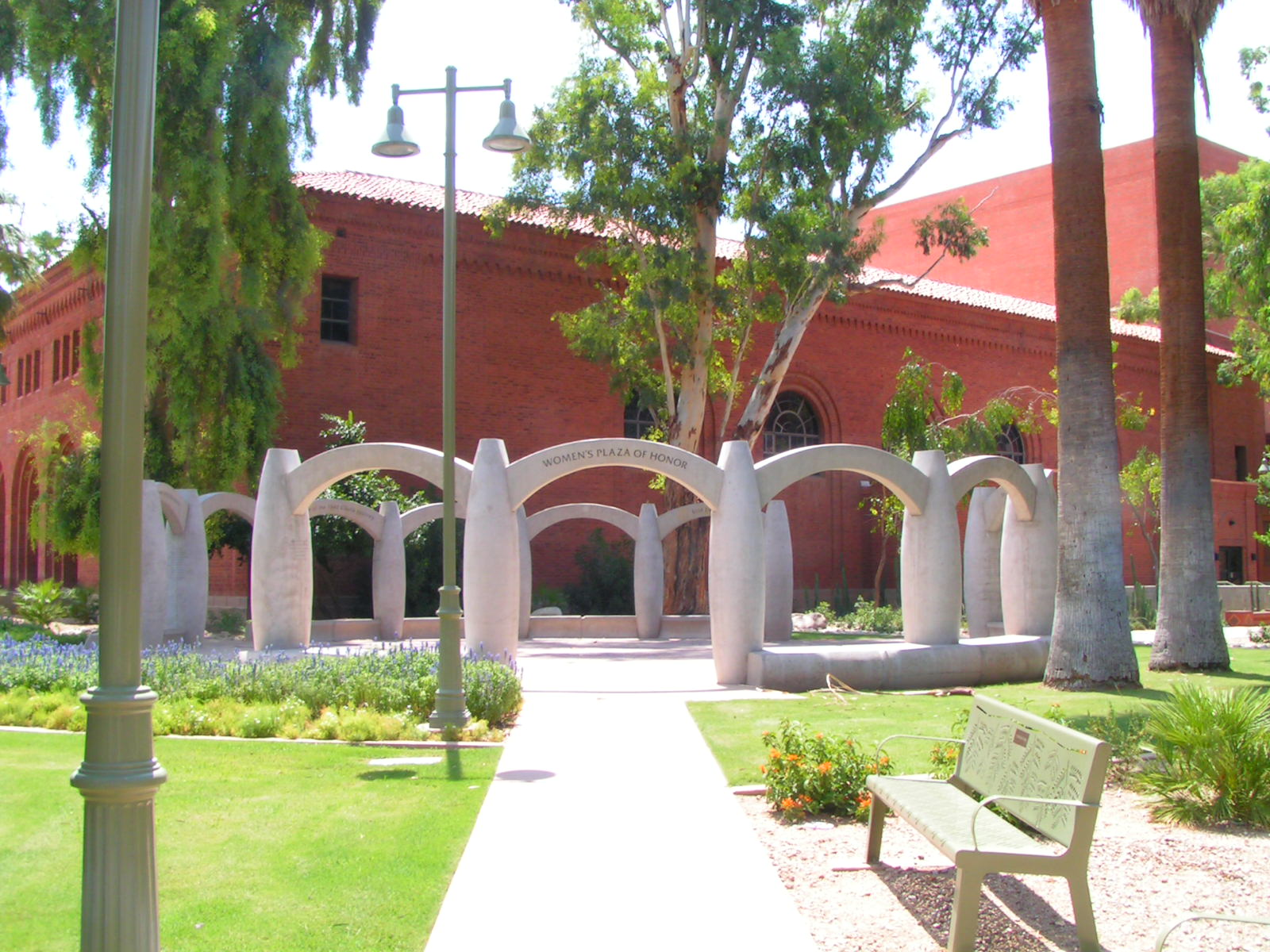
亚利桑那大学内的女性名人堂

## 排名
亞利桑那大學被譽為公立常春藤，根据2018年世界大学排名中心(CWUR)排名，亚利桑那大学位居美國國內第52名。2021年美国新闻与世界报道排名上，该校位于全美第97名。
另外，亚利桑那大学也是全世界范围内首批向有智力和注意力障碍的学生提供大学教育的高等院校。该校的SALT中心（战略另类学习方法中心）被誉为特殊学生高等教育的业内领袖。

## 人物

### 校友
- 鮑勃·多爾
- 貝利·高華德
- 瓊·凱爾
- Ice Cube
- 傑瑞·布洛克海默
- 葛妮·卡戴珊
- 克莉絲汀·薇格
- 亞提·莫雷諾
- 孫穗芬
- 布萊恩·安德森
- 吉爾伯特·阿里納斯
- 阿曼達·比爾德
- 邁克·畢比
- 特里·弗蘭克納
- 吉姆·佛瑞克
- 崔佛·霍夫曼
- 安德烈·伊古達拿
- 理查德·傑弗遜
- 史蒂夫·科爾
- 安妮卡·索倫斯坦
- 賈森·特里
- 羅里·薩巴蒂尼
- 卢克·沃尔顿
- 杰里德·贝勒斯
- 亞倫 高登
- 迪克·斯科比：美國太空人。挑戰者號太空梭災難中身亡。
- 唐納德·佩蒂特：美國太空人。

### 教授
- 尼古拉斯·布隆伯根
- 方勵之
- 威利斯·蘭姆
- 巴特·包克
- 弗農·史密斯
- 弗爾維奧·梅利亞
- 傑拉德·柯伊伯
- 吳德和

## 另見
- 生物圈二號
- 史都華天文台
- 月球與行星實驗室

## 外部連結
- 官方網站
- 運動員官方網站（页面存档备份，存于）